# Marek Vadas
Marek Vadas, né le 27 mai 1971 à Košice (Slovaquie orientale) est un écrivain slovaque. 

## Biographie
Après avoir achevé sa scolarité secondaire dans sa ville natale en 1989, Marek Vadas fait des études de slovaque et d'esthétique à la faculté des lettres de l'université Comenius de Bratislava (1989-1995). Il séjourne par la suite à plusieurs reprises en Afrique de l’Ouest et en Afrique équatoriale (Cameroun, Tchad, Gabon, Nigéria) . Il travaille  pour le Centre littéraire slovaque (sk) (anciennement le Centre d'information littéraire) à Bratislava. Il est rédacteur en chef de la revue Knižná.
Il fait ses débuts littéraires au milieu des années 1990 avec de la prose expérimentale d'inspiration postmoderne. En collaboration avec Eman Erdélyi (d), il crée deux textes parodiques dans lesquels il utilise des éléments de caricature grotesque. Dans les œuvres de la période suivante, l’inspiration de ses voyages à l’étranger et les approches uniques et originales du réalisme magique résonnent clairement. En 2007, il reçoit le prix Anasoft Litera (sk) pour son livre Liečiteľ (sk) (Le Guérisseur).  Il est l’un des représentants les plus éminents de la génération actuelle des écrivains slovaque et l’auteur slovaque le plus traduit à l’étranger.

## Œuvres
- Malý román (1994)
- Univerzita (avec Eman Erdélyi, 1996)
- Diabol pod čapicou (avec Eman Erdélyi, 2002)
- Prečo sa smrtka smeje (2003)
- Rozprávky z čiernej Afriky (2004) Prix Bibiana du meilleur livre pour enfants
- Liečiteľ (sk) (2006) lauréat du prix Anasoft Litera (sk) [2]
  - traduit en hongrois sous le titre A gyogyító (2013)
  - traduit en tchèque sous le titre Léčitel (2014)
  - traduit en polonais sous le titre Uzdrowiciel (2017)
  - traduit en bulgare sous le titre Lečiteljat (2018)
  - traduit en serbe sous le titre Iscelitelj (2021)
  - traduit en français sous le titre Le Guérisseur (2021) (traduction de Diana Jamborová-Lemay)
  - traduit en anglais sous le titre The Healer (2023)

- Útek (2016) histoires de migrants pas seulement pour les enfants
  - traduit en tchèque sous le titre Na útěku (2017)
  - traduit en espagnol sous le titre Huye (2017)
  - traduit en coréen (2017)
  - traduit en slovène sous le titre Na begu (2018)
  - traduit en anglais sous le titre The Escape (2018)
  - traduit en italien sous le titre La Fuga (2019)
  - traduit en norvégien sous le titre Flukte (2022)

- Čierne na čiernom (2013)
  - traduit en tchèque sous le titre Černé na černém (2019)
  - traduit en bulgare sous le titre Černo na černo (2021)

- Zlá štvrť (2018) sélectionné pour le prix Anasoft Litera (sk)[2]
  - traduit en bulgare sous le titre Loš kvartal (2020)
  - traduit en tchèque sous le titre Špatná adresa (2022)
  - traduit en hongrois sous le titre Róssz kornyék (2022)
  - traduit en serbe sous le titre Ozloglašena četvrt (2022)

- Krutá Marta (2020)
  - traduit en français sous le titre Martha la terrible (2023) (traduction de Edita Emeriaud)

- Šesť cudzincov (2021) sur la violence commise contre les Roms pendant la Première République slovaque ; sélectionné pour le prix Anasoft Litera (sk)[2]
  - traduit en bulgare sous le titre Шестима чужденци (2024)
  - traduit en français sous le titre Six Étrangers (2025) (traduction de Diana Jamborová-Lemay)[3].